# 利錫島
利錫島是俄羅斯的島嶼，位於日本海的納霍德卡灣，毗鄰納霍德卡，由濱海邊疆區負責管轄，長1.6公里、寬0.47公里，面積0.55平方公里，最高點海拔高度123.4米，島上無人居住。
42°45′39″N 132°54′25″E / 42.76083°N 132.90694°E